# انسان اسباب‌بازی است
انسان اسباب‌بازی است (به هندی: Aadmi Khilona Hai) فیلمی محصول سال ۱۹۹۳ و به کارگردانی جی. اوم پراکاش است. در این فیلم بازیگرانی همچون جیتندرا، گوویندا، رینا روی، میناکشی سشادری، لاکسیمیکانت برد، سوشمیتا موکرجی ایفای نقش کرده‌اند.